# Ban Cán sự Đảng Ngoài nước Đảng Cộng sản Việt Nam
Ban Cán sự Đảng Ngoài nước nay là Đảng ủy Ngoài nước; là cơ quan phụ trách công tác Đảng đối với các tổ chức Đảng và đảng viên ở ngoài nước. Ban là cơ quan tham mưu của Ban Chấp hành Trung ương mà trực tiếp và thường xuyên là Bộ Chính trị, Ban Bí thư về chủ trương và giải pháp lớn đối với công tác đảng, công tác quần chúng ở ngoài nước; đồng thời là một cấp uỷ được Ban Bí thư uỷ nhiệm chỉ đạo và quản lý các tổ chức đảng, các đảng bộ và đảng viên ở ngoài nước. Ban Cán sự Đảng Ngoài nước thành lập vào ngày 31 tháng 3 năm 1961.
Ngày 26 tháng 11 năm 2019, Đảng bộ Ngoài nước hợp nhất với Đảng bộ Bộ Ngoại giao.

## Cơ cấu tổ chức
Bí thư Đảng ủy Ngoài nước:
- Lê Hoài Trung, Ủy viên Trung ương Đảng khóa XII, Thứ trưởng Bộ Ngoại giao.

Phó Bí thư thường trực Đảng uỷ Ngoài nước:
- Phạm Cao Phong, Nguyên Đại sứ Đặc mệnh toàn quyền Việt Nam tại Malaysia, Vụ trưởng Bộ Ngoại giao
Cơ quan trưc thuộc:
1. Văn phòng
2. Ban Tổ chức
3. Ban Tuyên giáo
4. Ban Công tác quần chúng
5. Cơ quan Uỷ ban Kiểm tra

Nguồn:

## Kỷ luật
Ngày 17/01/2017, tại Trụ sở Trung ương Đảng, Ban Bí thư đã họp dưới sự chủ trì của Tổng Bí thư Nguyễn Phú Trọng để xem xét thi hành kỷ luật Ban Thường vụ Đảng uỷ Ngoài nước nhiệm kỳ 2010 - 2015.
Căn cứ Quy định số 263-QĐ/TW, ngày 08/10/2014 của Bộ Chính trị về xử lý kỷ luật tổ chức đảng vi phạm, Ban Bí thư quyết định kỷ luật bằng hình thức khiển trách đối với Ban Thường vụ Đảng uỷ Ngoài nước nhiệm kỳ 2010 - 2015 

## Nhân sự qua các thời kỳ
1. Đào Ngọc Dung - Ủy viên Ban Chấp hành Trung ương Đảng, Bí thư Đảng ủy Ngoài nước (2006 - 2010)
2. Lê Dân - Bí thư Đảng ủy Ngoài nước (2010 - 2015)
3. Lê Hoài Trung - Ủy viên Ban Chấp hành Trung ương Đảng, Bí thư Đảng ủy Ngoài nước (2015 - 2020)